# Ka-Dy King
Ka-Dy King, eigentlich Vernese Duskin (* 7. Juli 1966 in Detroit, Vereinigte Staaten von Amerika) ist ein ehemaliger US-amerikanischer Boxer im Halbschwergewicht, der mit Dariusz Michalczewski, Montell Griffin, Carlos Dale, O’Neil Bell und Charles Davis gegen potenzielle Top-Gegner kämpfte und somit jahrelang im Rampenlicht stand.

## Karriere

### Amateurkarriere
In seiner Amateurkarriere bestritt er ca. 100 Kämpfe, von denen er 85 gewann, 13 verlor und zwei unentschieden verließ.

### Profikarriere
Sein Profidebüt bestritt King am 25. Juni 1990 gegen Brian Noel in dessen einzigem Profikampf. Diesen konnte er in der ersten Minute der ersten Runde durch einen Blitz-KO niederstrecken und somit dominieren.
Bereits fünf Kämpfe später forderte er den späteren Weltmeister Montell Griffin in dessen siebten Profikampf heraus. Griffin spielte mit King nach Belieben und gewann nach sechs unspektakulären Runden den Kampf einstimmig. Bereits in den ersten Runden offenbarte sich, dass der konditionell bessere und deutlich trainiertere Griffin den Kampf für sich entscheiden würde, obwohl King keine Gelegenheit ausließ, mit starken Schwingern Wirkungstreffer zu landen.
King besiegte darauf weitere Aufbaugegner, meist durch eine harte Rechte, bis er nach mehreren Siegen gegen namhafte Gegner mit Dariusz Michalczewski, den ungeschlagenen Weltmeister nach Version der WBO, WBA und IBF, herausfordern durfte. Dieser weigerte sich lange, gegen den boxerisch unterschätzten King zu kämpfen, da dieser keinen bekannten Gegner in seiner Karriere habe besiegen können. Darauf besiegte King Joe Harris und Melvyn Winn und konnte danach den favorisierten Carlos Bates in der ersten Runde ausknocken, worauf King vom 34. Platz der WBO Weltrangliste direkt auf den 13. Platz aufrücken konnte. Michalczewski aber konnte er nie gefährlich werden. So spielte der Weltmeister mit ihm nach Belieben, hatte ihn in der ersten Runde am Boden und konnte ihn in der siebten Runde sagenhafte drei Mal zu Boden schicken und somit den Kampf durch TKO in Runde sieben besiegen. Zwar konnte King mit seinem gefürchteten rechten Haken wiederholt Wirkungstreffer landen, dennoch kam dieser meist ungelegen und verfehlt. Trotz der peinlichen Niederlage wollte sich King zu der Zeit nicht zu einem Karriereende äußern.
Er musste zwei weitere Niederlagen hinnehmen, forderte aber trotzdem den ehemaligen WBC-Weltmeister O’Neil Bell heraus. Gegen Bell zeigte King eine brillante Vorstellung. In der zweiten Runde hatte er Bell gar am Boden, dennoch gewann Bell den Kampf nach zwölf Runden einstimmig. King selbst fühlte sich betrogen und bezeichnete Bell als Punktedieb. Allerdings hat Bell den Kampf aus Sicht vieler Kritiker gewonnen. Zwar konnte King abermals mit seiner gefährlichen Rechten attackieren und traf auch deutlicher, wurde aber durch die Schlagintensität seines Gegners zunehmend bedrängt.
Nach diesem Kampf knockte King den unbekannten Rodney Moore in Runde eins aus, musste sich danach aber in zwei Kämpfen gegen den Weltklasse gehandelten Charles Davis geschlagen geben. Auch dort brillierte King mit heftigen Treffern, war der Leichtfüßigkeit und Schlagkraft seines sieben Jahre jüngeren Gegners aber beinahe chancenlos ausgesetzt. Obwohl King nach diesem Kampf meinte, seine Karriere sei noch nicht zu Ende, bestritt er seitdem keinen einzigen Kampf mehr.